# Can Gregori
|  | Per a altres significats, vegeu «Can Gregori (Castellcir)». |

Can Gregori és un mas al terme municipal de Maçanet de la Selva catalogat a l'Inventari del Patrimoni Arquitectònic de Catalunya.

## Arquitectura
Masia de tres plantes, amb sis obertures en la planta baixa, on destaca la central, com a gran portal adovellat circular, amb dovelles de grans dimensions, flanquejat a banda i banda, per dues finestres geminades, l'emmarcament de les quals és a través d'obra vista de rajol. En l'extrem, trobem un altre portal considerable d'arc carpanell rebaixat, i també d'obra vista. El primer pis o planta noble, disposa de tres obertures: la central, com a gran obertura projectada com a balcó, flanquejada per tres obertures: per una banda, a l'esquerre trobem una petita obertura rectangular d'obra vista. Mentre que per l'altra, a la dreta dues petites obertures rectangulars d'obra vista i entremig un rellotge de sol de pedra, ben definit amb una inscripció que al·ludeix al nom de la masia, és a dir “Can Gregori”. El segon pis, és projectat com a golfes, i està articular en façana amb tres finestres geminades de mig punt, amb les impostes de l'arc lleument treballades i l'emmarcament d'obra vista. Coberta amb una teulada a vessant a laterals, però sobrelevada en la part intermèdia corresponent a les golfes.

## Història
D'aquesta casa antigament se'n deia Can Grau de Puigmarí i es suposa que aquest nom provenia de la propietària Clara Grau, casada amb Felicià Nadal. Segons un document, l'any 1852, en Josep Brilles, masover, pagava de vint vessanes de terra, una lliura i set sous a Francesc Sala i Coll, hisendat de Lloret de Mar. L'any 1900, n'és propietari en Josep Norat i Puig, casat amb Lliberada de Llobet i de Pastors. S'han de ressaltar que en aquells temps aquesta família era propietària de diverses masies de Maçanet. En els primers anys dels segle xx, va comprar la finca en Gregori Basols, i d'aquí que des de llavors se’n digui Can Gregori.
L'any 1915, aquest ho va deixar per herència al seu fill Joan Bassols Restrudis, casat amb Maria Bou Cantalozella. En l'any 1939, el fill d'aquests, Josep Bassols Bou, que estava casat amb Rita Soler, va morir a causa de l'explosió d'un obús en els darrers temps de la guerra civil. A la mort de Joan Bassols, va passar a ser propietària la seva filla Engràcia Bassols Bou, casada amb en Jaume Bosch, conegut a Maçanet per en “Met Ros”, els quals tenien la seva residència a Mataró. Aquests es feren construir una cuina i una habitació enganxades a la casa, per anar-hi a passar temporades sempre que els convingués. En morir l'Engràcia Bassols, passà a ser-ne propietari l'esmentat “Met Ros”. Al cap d'un temps, aquest es vengué la finca a Enric Formiga Clopés, provinent del Mas Pla, de Tordera. Per aquell temps, els masovers, la família Camps, se n'anaren de la finca i llavors el propietari ho arrendà a Francesc Deulofeu Gascons, casat amb Montserrat Rovira Triadó. Això va ser l'any 1957 i aquesta família estigué a la casa fins a l'any 1981, havent estat els últims masovers que hi ha hagut a Can Gregori fins a la data. En morir l'any 1968 el propietari Enric Formiga Clapés, ho va heretar la seva muller Elena Duret Visar, vídua.
L'any 1982, aquests últims propietaris es vengueren la finca a Josefina Mullor i Llopart, casada amb Josep Ma. Martínez palomes. Aquests van restaurar totalment la casa amb molt d'encert i gust. En aquesta hi ha una premsa de vi bastant antiga que també l'han restaurada. En la propietat hi trobem també un forn de rajols que antigament es comercialitzava. En les terres de Can Gregori abans hi havia plantades gran quantitat d'oliveres i ceps que en l'anomenat “any del fred” 1956, les fortíssimes glaçades que per aquestes contrades es patiren, ho destruïren tot.